# Dramlja
Dramlja este o localitate din comuna Brežice, Slovenia, cu o populație de 84 de locuitori.